# Energiamegmaradás
Az energiamegmaradás azt állítja, hogy egy izolált rendszer teljes energiája állandó marad. Más szavakkal az energia átalakítható egyik formájából a másikba, de nem lehet létrehozni, vagy megsemmisíteni. A modern fizikában minden energia tömeget is kifejez, és minden tömeg az energia egyik fajtája
Az energiamegmaradás talán a fizika legfontosabb, és a gyakorlatban biztosan a leghasznosabb megmaradási törvénye. Ennek fő oka, hogy a társadalomnak szüksége van a – mechanikai munkaként az erő és távolság szorzataként meghatározott – energiára, hogy a civilizáció által kívánt áruszállítást, építkezéseket végbevigye, hogy tagjai közlekedhessenek és információt cserélhessenek stb. Az energiamegmaradás törvénye kizárja az elsőfajú örökmozgó létezését, azaz olyan szerkezetét, amely kisebb energia befektetésével több energiát termel.
Az energiamegmaradás az időeltolási szimmetria következménye, azzal kapcsolatos, hogy a fizikai törvények változatlanok maradnak az idő múlásával.
A termodinamika első főtétele vagy törvénye az energiamegmaradás megállapítása a termodinamikai rendszerekre.

## Történeti fejlődése
Habár az ókori görög filozófusok a Thalészig visszamenőleg gyanították az első főtételt, a német Gottfried Wilhelm Leibniz volt 1676-1689 körül, aki megpróbálta matematikailag is formába önteni. Leibniz észrevette, hogy sok mechanikai rendszerben (számos mi tömegű, vi sebességű testtel ),
{\displaystyle \sum _{i}m_{i}v_{i}^{2}}
megmarad. Ő ezt a mennyiséget a rendszer vis viva-jának, vagy élőerejének hívta. Az elv a mozgási energia közelítő megmaradását jelenti sok helyzetben. Sok fizikust viszont Isaac Newton és René Descartes presztízse befolyásolt, akik nagy fontosságot tulajdonítottak az impulzusmegmaradásnak, mint vezérlő elvnek. Így a rivális tábor a
{\displaystyle \,\!\sum _{i}m_{i}v_{i}}
impulzust tartotta a megőrződő vis viva-nak. Nagyrészt mérnökök, mint John Smeaton, Peter Ewart, Karl Hotzmann, Gustave-Adolphe Hirn és Marc Seguin akik kifogásolták, hogy az impulzusmegmaradás egyedül nem volt elegendő a gyakorlati számításokhoz, ezért elkezdték használni Leibniz elvét is. Néhány kémikus, mint William Hyde Wollaston, szintén síkra szállt az elv mellett.
A tudományos körök tagjai, mint John Playfair gyorsan kimutatták, hogy a mozgási energia nyilvánvalóan nem marad meg. Ez nyilvánvaló a modern analízisek számára, de a 18. és a 19. században az elveszett energia sorsa ismeretlen volt. Lassan gyanítani kezdték, hogy a kétségtelenül mozgás által termelt hő a vis viva egy másik formája. 1783-ban Antoine Lavoisier és Pierre-Simon de Laplace áttekintették a két versengő elméletet, a vis viva-t és a kalorikus elméletet. Count Rumford 1798-as megfigyelése, miszerint az ágyúcsövek fúrása hőkeltéssel jár, tovább erősítette a nézetet, hogy a mechanikai munka hővé alakítható. A vis viva energia néven kezdett ismertté válni, amely kifejezést ebben az értelemben először Thomas Young használta 1807-ben.
A vis viva újrakalibrálása a
{\displaystyle {\frac {1}{2}}\sum _{i}m_{i}v_{i}^{2}}
kifejezésként nagyrészt Gaspard-Gustave Coriolis és Jean-Victor Poncelet munkájának az eredménye volt az 1819-1839-es időszakban. Az előbbi munkamennyiségnek az utóbbi mechanikai munkának hívta a mennyiséget és mindketten síkra szálltak a használatuk mellett a mérnöki számításokban.
Karl Friedrich Mohr 1837-ben a Zeitschrift für Physik-ben megjelent cikkében (Über die Natur der Warme) az elsők között tett az energiamegmaradásra vonatkozó általános kijelentést: "Az 54 kémiai elemen kívül a fizikai világában csak egy tényező van, a Kraft (energia). Ez a körülményektől függően megjelenhet, mint mozgás, kémiai affinitás, kohézió, elektromosság, fény és mágnesség; és akármelyik formájából akármelyikbe alakítható."
A modern megmaradási elv fejlődésében kulcslépés volt a hő mechanikai egyenértékének demonstrálása. A kalorikus elmélet úgy tartotta, hogy hőt nem lehet sem kelteni, sem eltüntetni, az energiamegmaradás az ellenkező elvet rója ki, a mechanikai munka és a hő egymásba alakítható.

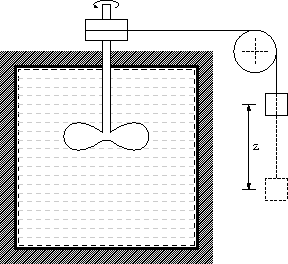
Joule készüléke, amivel a hő mechanikai egyenértéke mérhető.Egy huzal végére erősített süllyedő súly forgásba hoz egy vízbe merülő lapátot.

A mechanikai egyenérték elvét modern formájában először a német sebész, Julius Robert von Mayer jelentette ki. Mayer erre a következtetésre a Holland Kelet-Indiákra utaztában jutott, ahol úgy találta, hogy pácienseinek vére mélyvörösebb volt, mivel kevesebb oxigént és ezért kevesebb energiát használtak ahhoz, hogy testhőmérsékletüket fenntartsák a melegebb éghajlaton. Felfedezte, hogy a hő és a mechanikai munka is az energia egy formája, és később, fizikai tudását bővítve, kvantitatív összefüggést állított fel a kettő között.
Közben 1843-ban James Prescott Joule Mayertől függetlenül felfedezte a mechanikai egyenértéket egy kísérletsorozattal. A leghíresebben, amit ma "Joule-készüléknek" hívunk, egy huzalra erősített süllyedő súly forgásba hozott egy vízbe merülő lapátot. Megmutatta, hogy a gravitációs helyzeti energia, amit a súly elveszített a süllyedés közben, egyenlő a hőenergiával, amire a víz a lapáttal súrlódva tesz szert.
1840-43-ban hasonló kísérleteket végzett a dán mérnök Ludwig A. Colding de erről hazáján kívül alig valaki szerzett tudomást.
Joule és Mayer eredménye is ellenállásba ütközött, egymással is vitatkoztak az elsőbbségen, végül, talán igazságtalanul, Joule munkája nyert szélesebb körű elismerést.
Joule munkájára alapozva Sadi Carnot és Émile Clapeyron valamint Hermann von Helmholtz posztulálták a kapcsolatot a mechanika, hő, fény, elektromosság és mágnesség között egyetlen erő (modern kifejezéssel energia) megnyilvánulásaként kezelve őket. Helmholtz elméleteit 1847-ben könyvében publikálta: Über die Erhaltung der Kraft (Az erő megmaradásáról, 1847). Az elv általános modern elfogadása ebből a publikációból ered.

## Modern fizika
A speciális relativitáselmélet Albert Einstein általi felfedezése után kiderült, hogy az energia egy négyesvektornak, a négyesimpulzusnak az egyik komponense a (hármas)impulzus három komponense mellett. Mind a négy komponens egymástól függetlenül megőrződik, ahogy a vektor "hossza" (Minkowski-norma) is. Az utóbbi az invariáns tömeg vagy másképpen nyugalmi tömeg. Egy tömeggel rendelkező részecske relativisztikus energiája egy a nyugalmi tömeget tartalmazó tagból, és a mozgási energiából tevődik össze. Nulla kinetikus energia esetén – azaz a részecske nyugalmi rendszerében – a teljes energiát (beleértve a belső mozgási energiát) a nyugalmi tömeggel a híres {\displaystyle E=mc^{2}} képlet köti össze. Bebizonyosodott tehát, hogy az energiamegmaradás egy általánosabb megmaradási elv része, aminek aspektusait hívják tömeg-energia megmaradásnakm energia-impulzus megmaradásnak, négyesimpulzus-megmaradásnak, a nyugalmi tömeg megmaradásának, de sokszor csak energiamegmaradásként hivatkozunk rá. A tömegmegmaradást szinte sosem említjük külön, de a korrekt kifejezés a négyesimpulzus-megmaradás.
Az energiamegmaradás a sok fizikai elmélet közös vonása. Ma már tudjuk, hogy ez a Noether-tétel következménye, ami szerint ha egy elmélet leírása nem érzékeny a kezdő időpontra, akkor az energia ott megmarad. Más szavakkal, ha az elmélet invariáns az időeltolással szemben, akkor az energia megmarad. Megfordítva, ha az elmélet nem időeltolási invariáns, akkor az energia nem marad meg. Az idő és a (hármas)térbeli koordináták hasonló négyesvektort alkotnak (a Minkowski-térben), mint az energia és az impulzus. Ezen négyeskoordinátákban való eltolási szimmetria következménye a négyesimpulzus megmaradása.
A kvantummechanikában az energiát a hullámfüggvény időderiváltjaként definiáljuk. Az idő és az időderivált operátor fel nem cserélhetősége vezet a határozatlansági elv energiára vonatkozó kijelentéséhez: minél hosszabb az eltelt idő, annál pontosabban definiálható az energia (az energia és idő egymás konjugált változói).
A határozatlansági elvet nem szabad összekeverni az energiamegmaradás sérülésével, ahogy laikusok és filozófusok gyakran teszik.

## Az energiamegmaradás gravitációs mezőben
Egy mechanikai rendszer teljes (E) energiája egyenlő a (K) kinetikus energia és (U) potenciális energia összegével. A potenciális energia a rendszer időbeli fejlődése során átalakulhat kinetikus energiává és vissza, de az összegük időben mindig állandó marad. Az energiamegmaradás elve akkor teljesül, ha az erő egy konzervatív erő.
Az erő konzervatív ha egy részecskét a pontból b pontba való mozgatásához szükséges munka független a részecske által bejárt útvonaltól, más szavakkal, ha egy részecske egy zárt görbén halad, azaz a kiindulópont és a végpont azonos, a konzervatív erő által végzett munka nulla. Tehát általánosságban azt mondhatjuk, hogy egy erő akkor konzervatív, ha a ennek az erőnek a nagysága kizárólag a pozíció függvénye. Ilyen konzervatív erő a gravitációs erő. A gravitációs potenciális energia kizárólag a tárgy (h) magasságától függ. Ha egy követ ledobunk egy épület tetejéről, akkor a gravitáció által végzett munka csakis a végpont (föld) és a kezdőpont(az épület teteje) különbségétől függ, és független a kő által megtett úttól. Hiszen a gravitációs potenciális energia a földfelszín közelében függ a test
- m tömegétől,
- g gravitációs gyorsulástól, –ez kis távolságokon állandónak tekinthető, és
- h magasságától.

Tehát (m) és (g) állandó, az egyetlen változó a (h) magasság. Egy zuhanó testen a gravitáció által végzett mechanikai munka:

| {\displaystyle W_{g}=-mgh} | \| \| \| \| \| \| \| \| | (1) |
|                            |                         |     |
|                            |                         |     |

Mivel a  test mozog az a és b pontokban a gravitáció által végzett munka:

| {\displaystyle -mgh=-mg(h_{a}-h_{b})} | \| \| \| \| \| \| \| \| | (2) |
|                                       |                         |     |
|                                       |                         |     |

Ez pedig ugyan az mint a (K) kinetikus energiák különbsége a és b pontokban. Ez a munka–energia elve:

| {\displaystyle -mg(h_{a}-h_{b})=K_{b}-K_{a}} | \| \| \| \| \| \| \| \| | (3) |
|                                              |                         |     |
|                                              |                         |     |

Az egyenletet elrendezhetjük úgy, hogy az a és b alsó-indexeket egy oldalra gyűjtjük, ezért a képlet a következő alakot kapja:

| {\displaystyle mgh_{b}+K_{b}=mgh_{a}+K_{a}} | \| \| \| \| \| \| \| \| | (4) |
|                                             |                         |     |
|                                             |                         |     |

A két oldalon így megkapjuk a mechanikai rendszer teljes energiáját a és b pontokban. Mivel a mechanikai rendszer teljes energiája a potenciális (U) és kinetikus (K) energiák összege.

| {\displaystyle \underbrace {U_{b}+K_{b}} _{E_{teljes}}=\underbrace {U_{a}+K_{a}} _{E_{teljes}}} | \| \| \| \| \| \| \| \| | (5) |
|                                                                                                 |                         |     |
|                                                                                                 |                         |     |

Tehát kijelenthetjük ,hogy a mechanikai rendszer energiája időben állandó marad.

| {\displaystyle \Delta E=0} | \| \| \| \| \| \| \| \| | (6) |
|                            |                         |     |
|                            |                         |     |

## A termodinamika első főtétele
Egy termodinamikai rendszerre, rögzített számú részecske esetén a termodinamika első főtétele így is megfogalmazható:
{\displaystyle \delta Q=\mathrm {d} U+\delta W\,}, Vagy, {\displaystyle \mathrm {d} U=\delta Q-\delta W\,},
ahol {\displaystyle \delta Q} a rendszerrel hőfolyamat következtében közölt energia, {\displaystyle \delta W} a rendszer által végzett munka következtében elvesztett energia és {\displaystyle \mathrm {d} U} a rendszer belső energiájának növekedése. A {\displaystyle \delta }-k a hő- és a munkatag előtt azt jelzik, hogy ők másképp kezelendő, elemi növekmények (folyamatjelzők, így a megváltozásáról nem beszélhetünk), mint a {\displaystyle \mathrm {d} U} (állapotjelző) növekménye. A munka és a hő folyamatok, amik hozzáadnak vagy elvesznek energiát, míg az {\displaystyle U} belső energia egy bizonyos formája az energiának. Így {\displaystyle \delta Q} tag "hőenergia" megnevezése "fűtés következtében hozzáadott energiát" jelent, és nem az energia egy konkrét formáját. Hasonlóképpen a {\displaystyle \delta W} tag a "munka következtében közölt energiát" jelent. A megkülönböztetés legfontosabb eredménye az, hogy világosan megállapíthatjuk a termodinamikai rendszer belső energiáját, de nem tudjuk, mennyi energia áramlott ki a rendszerből vagy be a rendszerbe a hűtés és a munkavégzés következtében.
Az első főtétel felírható kizárólag a rendszer változói segítségével. A rendszer által végzett munka:
{\displaystyle \delta W=p\mathrm {d} V},
ahol {\displaystyle p} a nyomás és {\displaystyle dV} a rendszer térfogatának kis változása. A hőenergia:
{\displaystyle \delta Q=T\,\mathrm {d} S},
ahol {\displaystyle T} a hőmérséklet és {\displaystyle \mathrm {d} S} a rendszer entrópiájának kis változása.

## Energiamegmaradás elektromágneses mezőben
Az elektromágneses indukció bármely formájánál fellépő Lenz-törvény szoros kapcsolatban van az energiamegmaradás törvényével. Lényegében a Lenz-törvény vezérli a folyamatot, ami a mágneses energia megszűnéséhez kell.
Általánosan igaz, hogy a mágneses mezőnek energiája van, egy elektromágnes kikapcsolásakor a mágneses energia nem tűnhet el, valamilyen módon átalakul, legtöbbször elektromos munkát végez.